# Confrerie Pictura
La Confrerie Pictura fu una confraternita fondata a L'Aia nel 1656, sotto il nome di Konstgenootschap van Pictura, da pittori insoddisfatti della Corporazione di San Luca di quella città.

## Storia
La Corporazione di San Luca dell'Aia annoverava tra i suoi membri, nel XVII secolo, pittori, incisori, scultori, vetrai, pittori su vetro, rilegatori, sediai e imbianchini, era quindi una corporazione di mestieri tra loro eterogenei. Nel 1656 un gruppo di pittori e incisori, non particolarmente soddisfatti di una unione così composita, decisero di formare una nuova confraternita, la Konstgenootschap van Pictura. Tra di essi vi erano Dirck van der Lisse, Adriaen Hanneman, Jacob van der Does, Willem van Diest, Joris van der Haagen, Adriaen van de Venne ed il figlio Pieter, Theodor Matham, Sybrand van Beest, Pieter Nason.
Per entrare a far parte di questa corporazione occorreva firmare un regolamento con cui ci s'impegnava, tra le altre condizioni, a lasciare in eredità alla società una certa somma, il cui ammontare era a discrezione del singolo.
Gli associati erano molto numerosi, anche tra gli appassionati di belle arti, e godevano della protezione dello Statholder.